# Ragoût
Un ragoût (pron. fr. AFI: [ʁaɡu]) è un tipo di preparazione culinaria francese definita come una miscela di stufato di carne cotta a fuoco lento in un intingolo.

## Etimologia
Il nome viene dall'antico francese ragoûter  che significa "far rivivere il gusto".

## Distribuzione geografica
Nelle aree francofone, esiste il ragoût de boulettes e il ragoût de pattes nel Canada francese, il ragù di montone (ragoût de mouton) in Svizzera romanda, e il ragoût hesbignon in Vallonia. In Valle d'Aosta, il ragoût è definito come fricandeau, in francese valdostano.
Equivale al tedesco Schweinepfeffer, al belga waterzooï, al curry indiano, allo spezzatino italiano, alla tajine marocchine, al tunisino mloukhiya e all'ungherese pörkölt.
Dal ragoût francese deriva, già a partire dal Rinascimento, il ragù della cucina italiana.